# 前島丈之助
前島 丈之助（まえじま じょうのすけ、1850年（嘉永3年8月） - 1903年（明治36年）12月20日）は、明治時代の政治家。衆議院議員。岐阜県加茂郡麻川村長。

## 経歴
美濃国加茂郡下麻生村（岐阜県加茂郡麻川村、下麻生村、下麻生町を経て現川辺町）に生まれる。名古屋明倫堂に入り漢学を修めたのち旧尾張藩士の近藤勝之右衛門に剣道を学んだ。
1884年（明治17年）より戸長、下麻生村会議員を経て、1889年（明治22年）麻川村長に就任し、所得税調査委員、岐阜県会議員、下麻生町会議員、加茂郡会議員、郡参事会員、日本赤十字社終身社員などを歴任した。
1898年（明治31年）3月の第5回衆議院議員総選挙では岐阜県第6区から出馬し当選。つづく第6回総選挙でも当選し衆議院議員を2期務めた。1900年（明治33年）9月27日に議員を辞職した。